# رولاند ماكميلان هاربر
رولاند ماكميلان هاربر (بالإنجليزية: Roland McMillan Harper)‏ هو جغرافي وعالم نبات أمريكي، ولد في 1878، وتوفي في 1966.